# Jacques de Lalaing (1858-1917)
Pour les articles homonymes, voir Jacques de Lalaing.
Jacques de Lalaing, né à Londres le 4 novembre 1858 et mort à Bruxelles le 10 octobre 1917, est un peintre, sculpteur et photographe belge.
Son art, de facture classique, s'exprime dans ses portraits relevant de la tradition mondaine, ses scènes mythologiques et allégoriques. Il est l'auteur des fresques historiques décorant le plafond de l'escalier d'honneur de l'hôtel de ville de Bruxelles et de celles ornant le Sénat. 
Grâce à de nombreuses commandes officielles, ses sculptures sont présentes dans l'espace public belge. Parmi celles-ci, les plus connues sont La Lutte équestre et le Mât de Lalaing.

## Biographie

### Famille
Jacques (Jacques Edouard Henri) comte de Lalaing, né à Londres le 4 novembre 1858 est le second fils du comte Maximilien de Lalaing (1811-1881), diplomate au service du roi Léopold Ier (de 1832 à 1847), et d’une britannique, Julie Anne Vibart (1830-1912), mariés en 1855 ; il a huit frères et sœurs, dont quatre meurent en bas-âge,.

### Formation
Ses parents, de religion protestante, quittent Londres et reviennent s'établir rue Belliard à Bruxelles en 1860, où Jacques de Lalaing passe son enfance et son adolescence. Souhaitant devenir officier de marine, Jacques de Lalaing part se former dans la Royal Navy (cadet de marine sur le navire-école Britannica), où il demeure durant deux ans, échouant à un examen final en mathématique, mais obtenant le premier prix en dessin. Il ne poursuit pas dans cette voie et revient à Bruxelles en 1875 pour se consacrer à la peinture,. 
Il suit les cours de Jean-François Portaels et travaille successivement pour Louis Gallait et Alfred Cluysenaar. Les peintures d'Émile Wauters suscitent son admiration. Il commence à transposer la vie contemporaine, nanti de l'imagination d'un peintre d'histoire. Son idéal élevé veut un art éducatif, inspirant en ennoblissant. Il conserve cette vision jusqu'à la fin de sa vie, estimant que des peintres comme Paul Cézanne avaient emprunté des chemins faciles. 

### Carrière
Jacques de Lalaing expose pour la première fois au Salon des artistes français de 1882 et, l'année suivante, au Salon de Gand de 1883.
Encouragé par les sculpteurs Thomas Vinçotte, dont il devient l'élève, et par Jef Lambeaux, il commence la sculpture à partir de 1884. En 1889, il est associé aux travaux de la classe des beaux-arts de l'Académie royale des beaux-arts de Bruxelles, dont il est, en janvier 1896, élu membre, avant d'en devenir le directeur, à plusieurs reprises, de 1904 à 1913. Sa notoriété lui permet de devenir membre de divers jurys lors de concours artistiques comme le Prix de Rome belge, le Prix du roi ou le Concours Lambermont. 
En juin 1909, Jacques de Lalaing dirige la délégation d'artistes belges à Munich, lors de la 10e exposition quadriennale des beaux-arts organisée par la Münchener Künstler Genossenschaft et la Münchener Secession, qui a lieu dans le Palais des glaces. Il y participe également à titre personnel pour la peinture à l'huile et pour la sculpture. En 1912, il est désigné comme vice-président de la Commission des musées royaux de peinture et de sculpture, avant d'en assurer la présidence en 1914.
Homme de culture, Jacques de Lalaing mène une vie mondaine brillante. Il côtoie la famille royale et l'aristocratie belges, sans en tirer vanité. Lettré, il est aussi mélomane et fréquente les soirées musicales et théâtrales à Bruxelles et à Paris.

### Mort
En raison d'une pleurésie, Jacques de Lalaing, dont la santé était déclinante depuis quelque temps, meurt, à l'âge de 58 ans, en son hôtel particulier rue Ducale no 43 à Bruxelles, le 10 octobre 1917. Il est inhumé au cimetière de Bruxelles à Evere.

## Œuvre
Jacques de Lalaing se distingue surtout comme portraitiste et animalier. On lui doit également des scènes historiques, des portraits à l'huile et au pastel, des groupes allégoriques en bronze, des bustes en marbre, et des monuments funéraires. Il réalise en tant que peintre-décorateur et sculpteur de nombreuses commandes publiques. 

### Sculptures

#### Espace public
- 1888 : Monument à Josse Goffin (1830-1887), fondateur des forges de Clabecq, bourgmestre de Berchem-Sainte-Agathe, inauguré le 30 septembre 1888 sur la place Josse Goffin à Clabecq[15].
- 1890 : Mémorial anglais de la bataille de Waterloo aux officiers, sous-officiers et soldats britanniques morts lors de la bataille de Waterloo, inauguré le 26 août 1890, au cimetière de Bruxelles[16].
- 1895 : Monument Camille Coquilhat au parc Albert à Anvers inauguré le 2 juin 1895[17].
- 1899 : Monument à Jules de Burlet, inauguré le 30 juillet 1899, à Nivelles[18].
- 1896 : Un groupe de trois bronzes allégoriques : La Force barbare, la Force organisée par la civilisation, la Civilisation ornée par les arts, 1896 ; érigé en novembre 1899 à Bruxelles, square Ambiorix[19].
- 1901 : Statue équestre de Léopold Ier à Ostende, en bronze, place Léopold-Ier, inaugurée le 9 août 1901[20],[21].
- 1906 : La Lutte équestre, groupe installé devant l'entrée du square du Bois et du bois de la Cambre à Bruxelles en 1906 ; le piédestal en pierre bleue a été conçu par Joseph Diongre.
- 1913 : 
  - Mât de Lalaing : sculpture et lampadaire en bronze d'une hauteur de 13 mètres. Réalisée pour l'Exposition universelle de Gand de 1913, cette œuvre est offerte en 1926 à la commune de Schaerbeek par les héritiers de l'artiste. Dressée au croisement des avenues Louis Bertrand et Deschanel, elle est démontée en 1953 en raison de son mauvais état et reléguée dans un entrepôt. Ce lampadaire monumental est installé en 1993 place Colignon[22], avant de retrouver son emplacement initial en 2006. Le monument, classé le 4 juin 2009[23], est restauré peu après 2010.
  - Monument à Ferdinand Verbiest à Pittem, inauguré le 10 août 1913 : statue en bronze érigée sur la place du Marché, au pied de l'église Notre-Dame de Pittem[24].
  - Monument au comte Henri de Merode-Westerloo à Westerlo : statue en marbre blanc, dont le socle est orné d'une fontaine, érigé sur la place communale, inauguré le 5 octobre 1913[25].

#### Institutions muséales et communales
- 1905 : Deux des quatre statues de marbre de Carrare qui ornent l'escalier d'honneur de l’hôtel de ville de Saint-Gilles : La Justice et L’Instruction[26], ainsi que deux panneaux latéraux illustrant L’Industrie et Le Commerce.
- Femme pêchant, figure pour une fontaine, marbre, Tournai, musée des Beaux-Arts.
- Lion descendant d'un rocher, bas-relief en bronze, Université libre de Bruxelles, archives, patrimoine, réserve précieuse.

Sculptures par Jacques de Lalaing
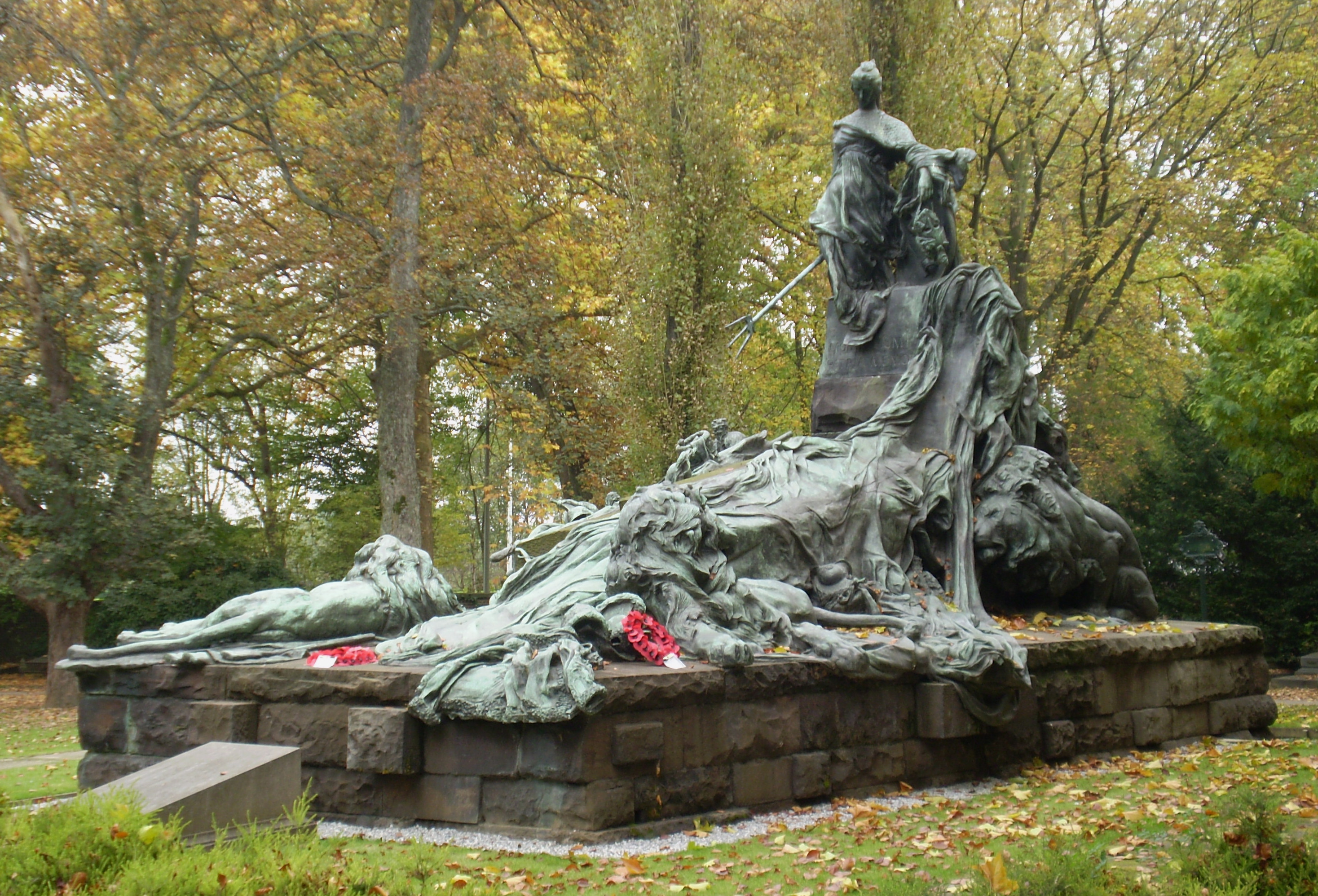
Mémorial anglais de la bataille de Waterloo, 1890, cimetière de Bruxelles.
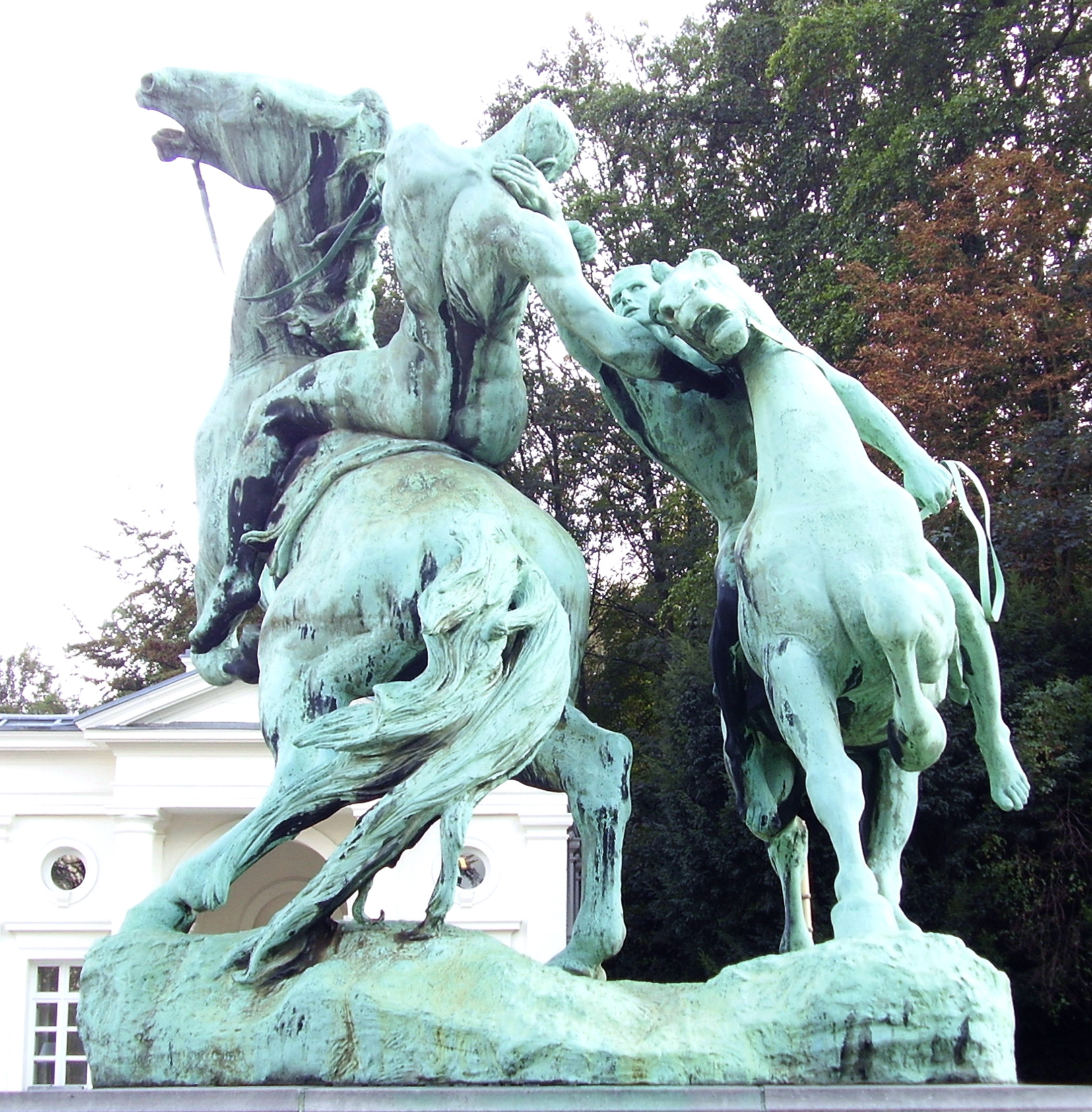
La Lutte équestre, 1906, Bruxelles, avenue Louise.
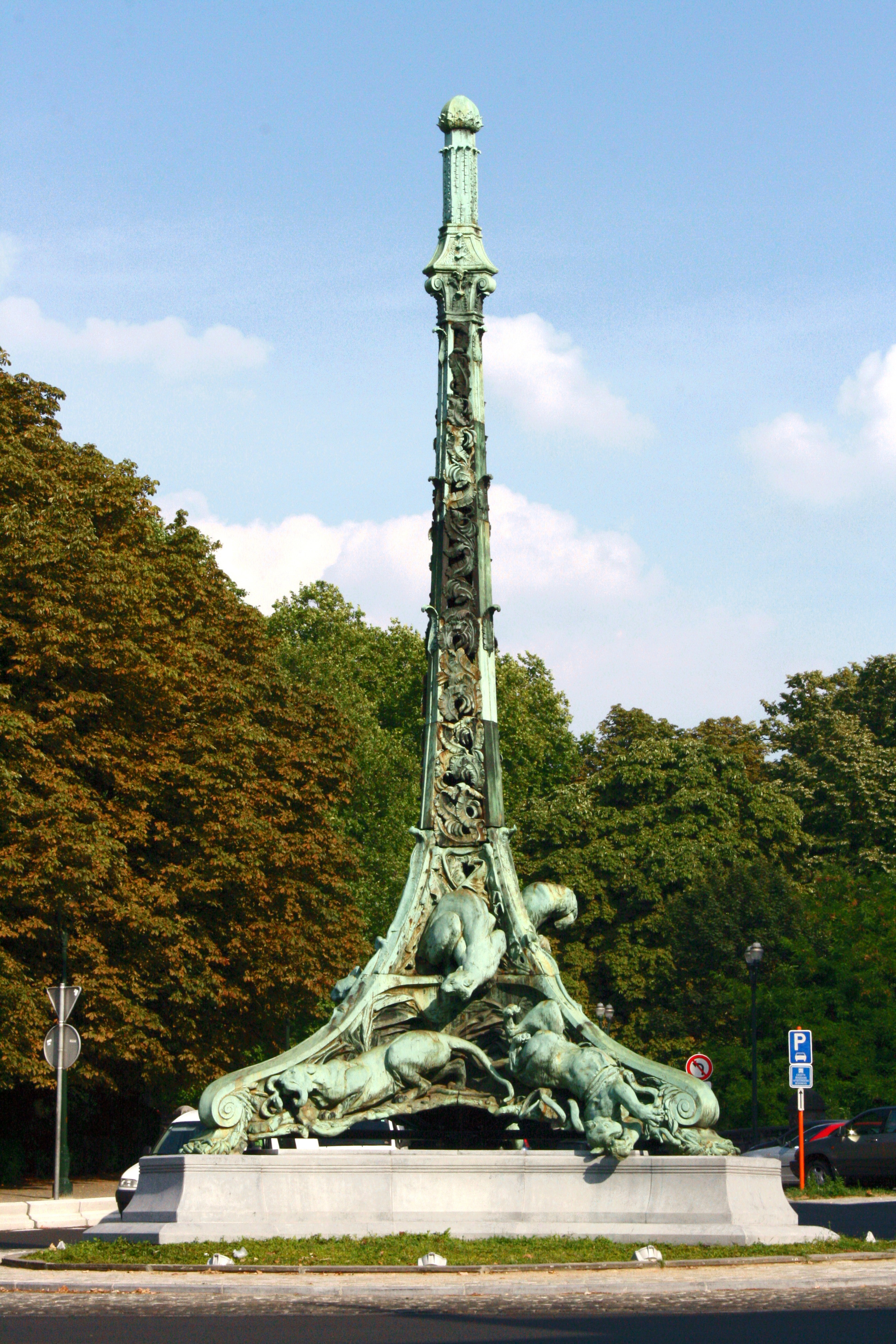
Mât de Lalaing, 1913, Schaerbeek.
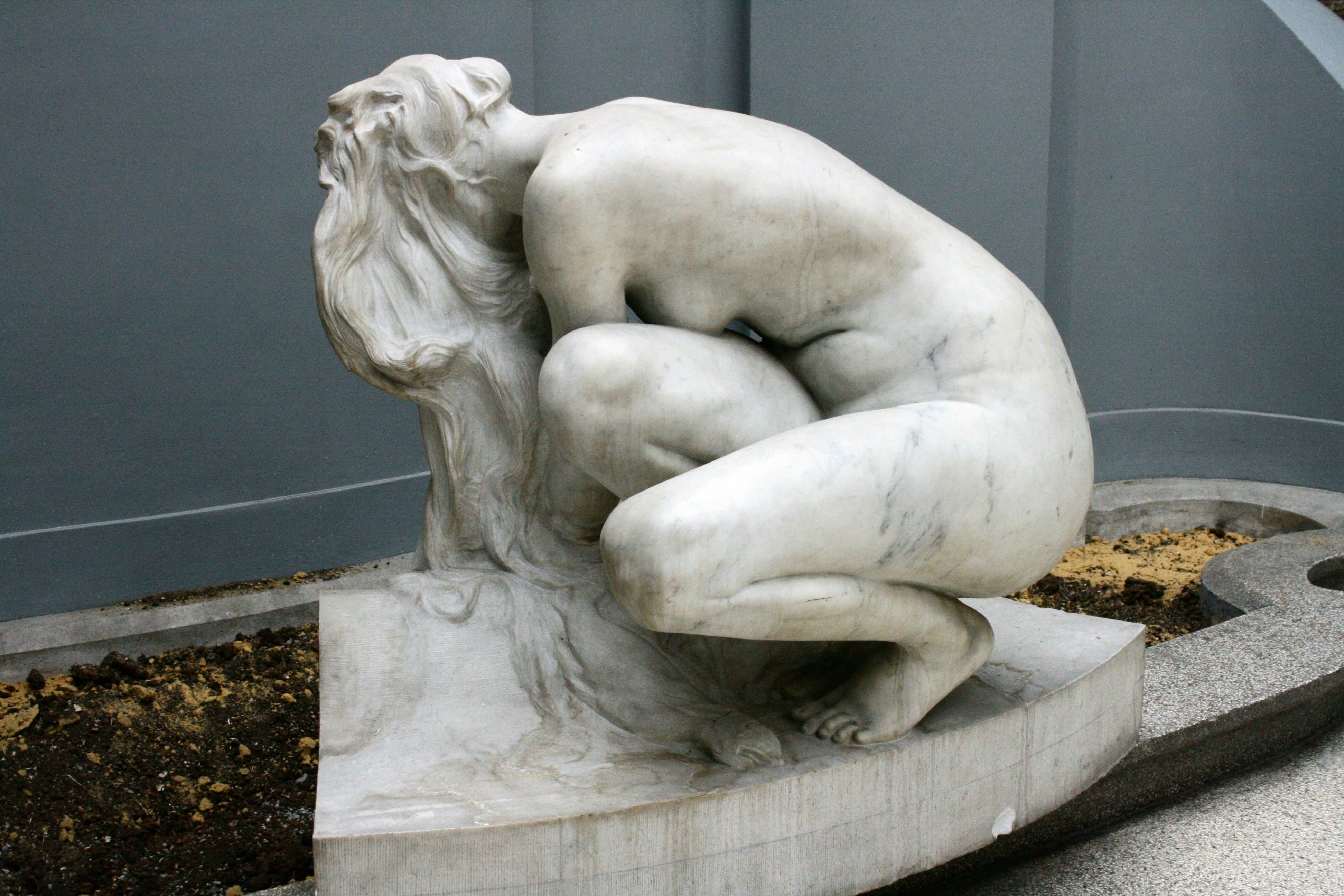
Femme pêchant, musée des Beaux-Arts de Tournai.

### Peintures
- Le Chasseur primitif, 1885, Bruxelles, Musées royaux des Beaux-Arts de Belgique[27]
- Portrait de Mademoiselle Hélène de Burlet, 1894, pastel, Bruxelles, musée Fin-de-Siècle[28],[29].
- Portrait d'Adolphe Quetelet, Bruxelles, Observatoire royal de Belgique[30].
- Les Prisonniers de guerre, 1883, palais des Beaux-Arts de Lille.
- Portrait d'Henri de Mérode, 1905, Bruxelles, palais de la Nation.
- Portrait d'Auguste Beernaert, 1907, Bruges, musée Groeninge.
- Portrait d'Édouard Prisse, 1916, collection privée[31].
- Les scènes allégoriques qui décorent le plafond de l'escalier d'honneur de l'hôtel de ville de Bruxelles, 1893[32].
- Cycle de peintures historiques représentant les principaux événements de l'histoire de la Belgique au palais de la Nation à Bruxelles, 1890-1896[4].
- Portrait d'Alphonse Willems, 1885, huile sur toile, Université libre de Bruxelles, archives, patrimoine, réserve précieuse.

Peintures par Jacques de Lalaing
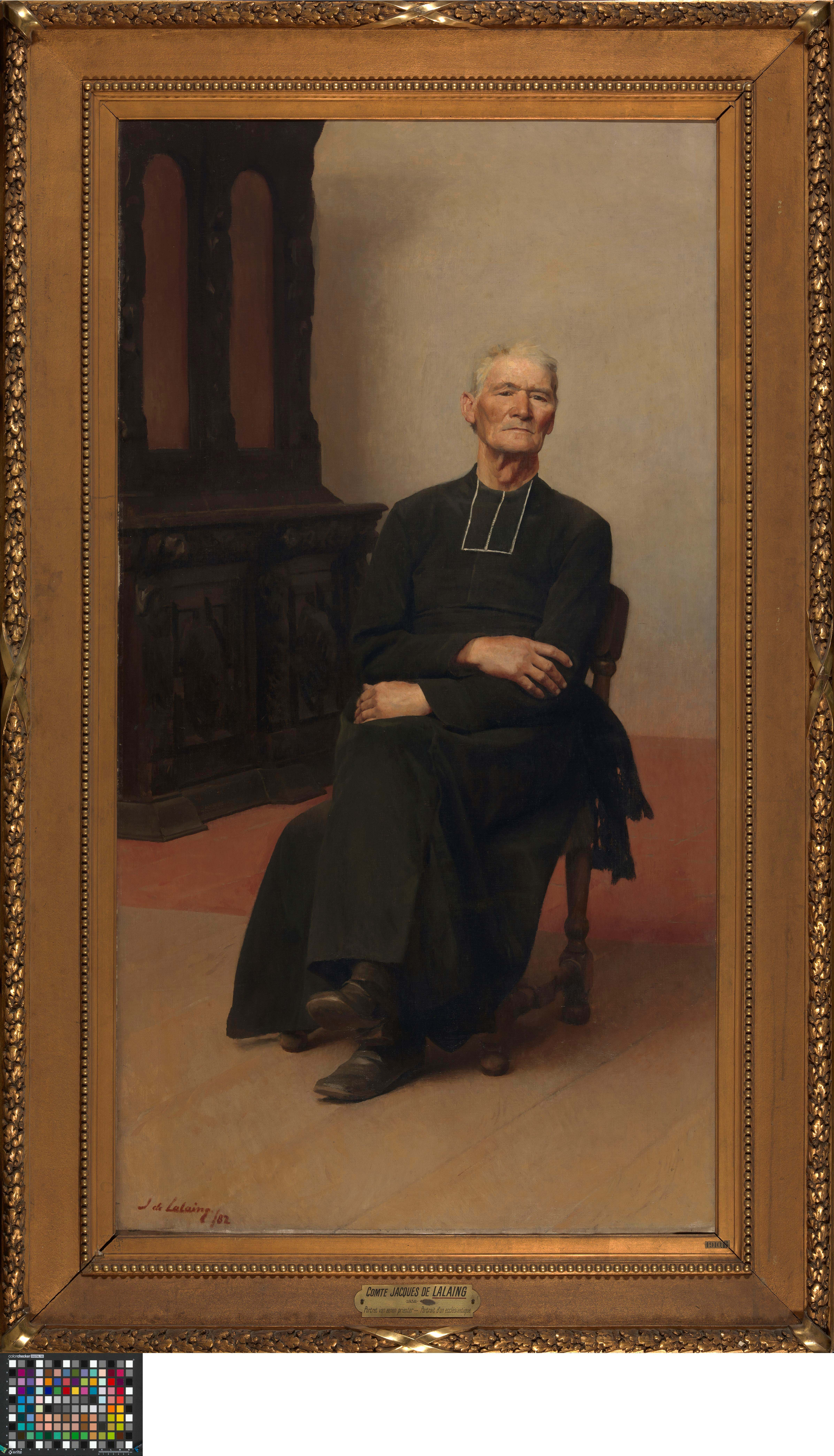
Portrait d'un ecclésiastique, 1882, musée des Beaux-Arts de Gand.
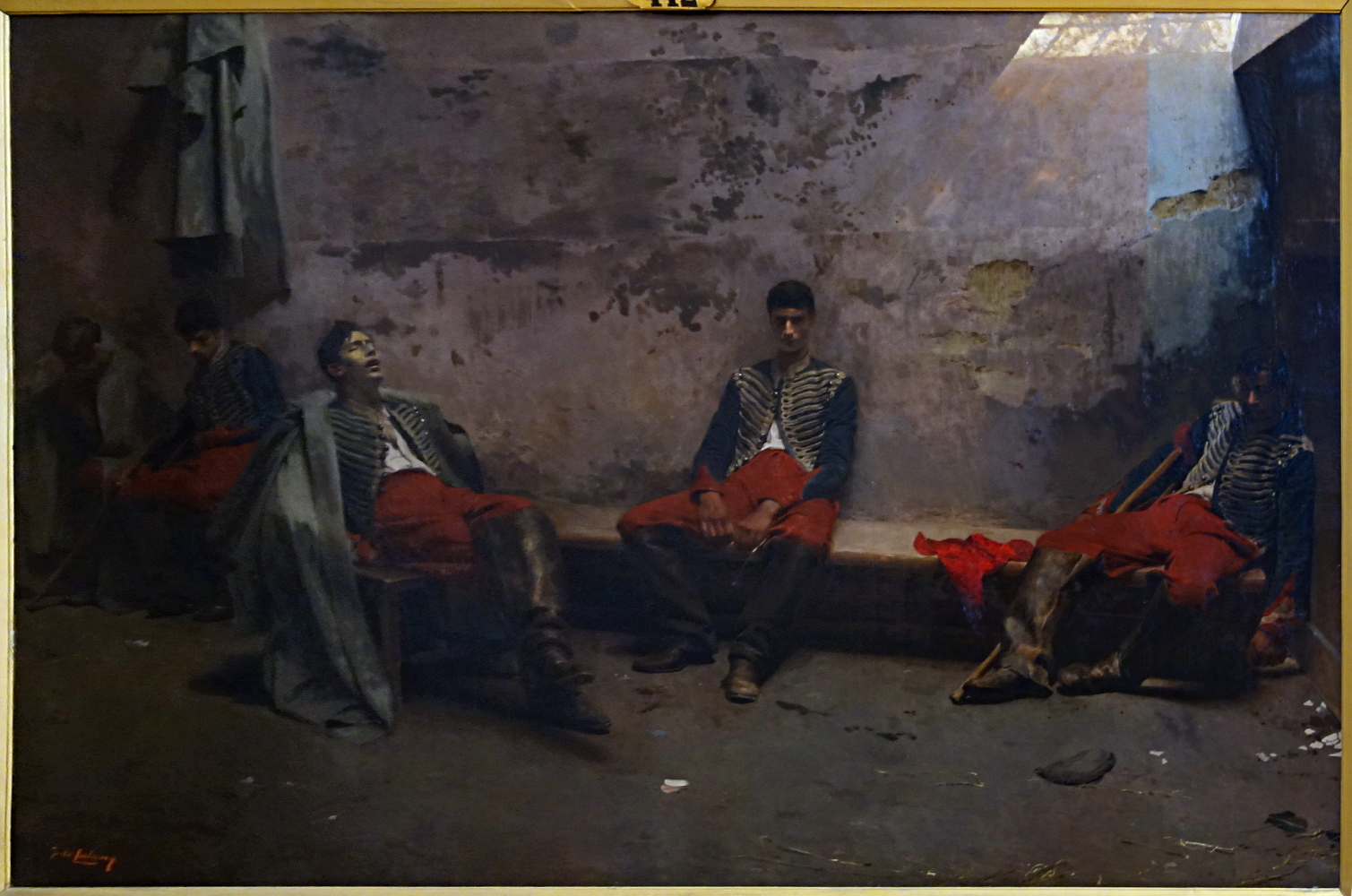
Les Prisonniers de guerre, 1883, palais des Beaux-Arts de Lille.
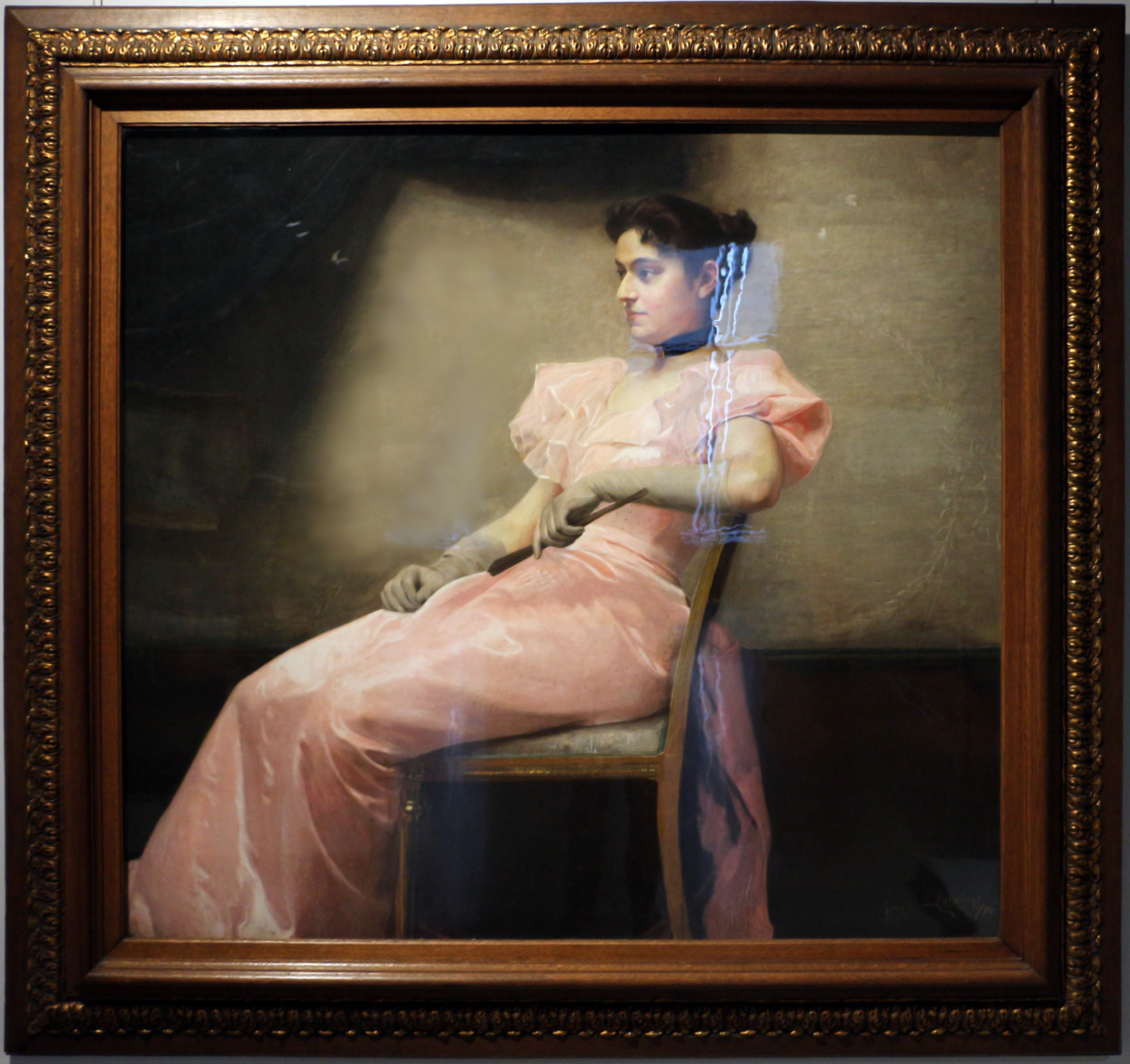
Portrait de Mademoiselle Hélène de Burlet, 1894, Bruxelles, musée Fin-de-Siècle.
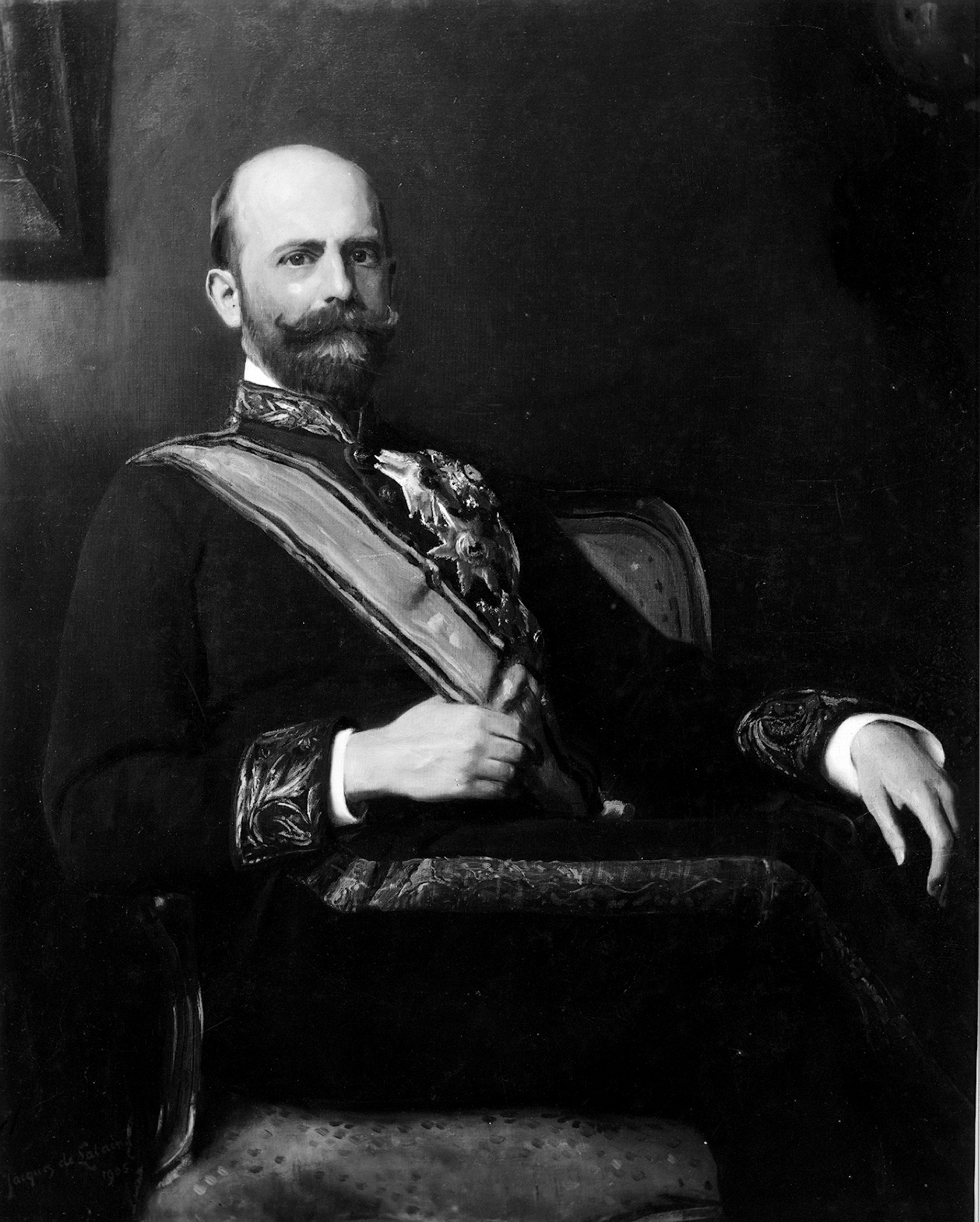
Portrait d'Henri de Mérode, 1905, Bruxelles, palais de la Nation.

### Photographies
Jacques de Lalaing a documenté son travail en photographiant ses modèles. Un fonds de ses photographies est conservé à Amsterdam au Rijksmuseum. En septembre 2022, le musée d'Orsay organise une exposition intitulée « Dans les coulisses de l’atelier - Jacques de Lalaing, peintre, sculpteur et … photographe » qui met en valeur les prises de vues réalisées dans l'atelier de l'artiste, constituant des esquisses préparatoires, premières étapes du processus créatif aboutissant à l'exécution du tableau ou de la statue.

Photographies par Jacques de Lalaing
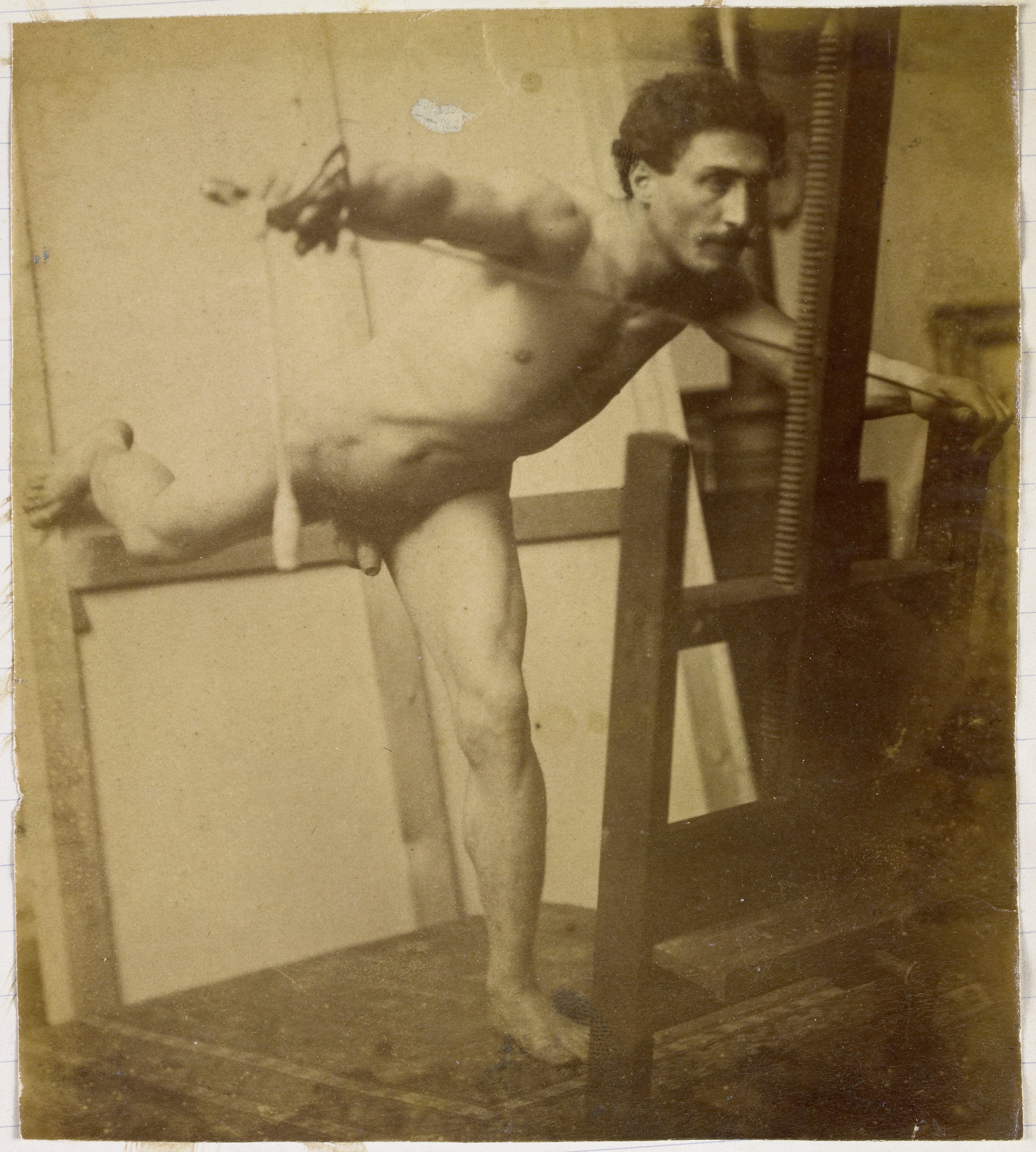
Étude d'un modèle masculin nu, penché en avant avec la jambe droite en arrière, entre 1883 et 1914, Amsterdam, Rijksmuseum.
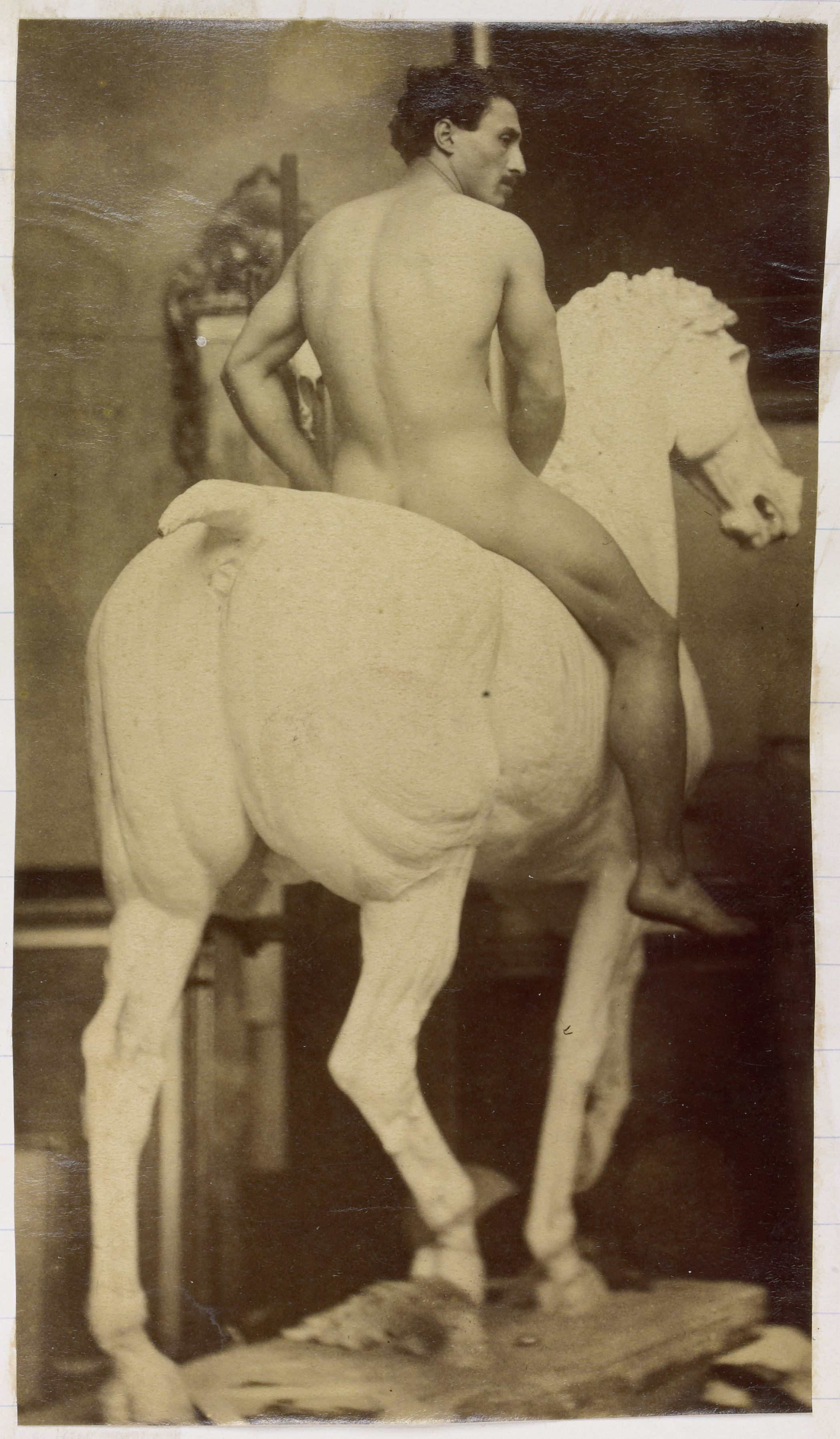
Étude d'un modèle masculin nu, monté sur un cheval en plâtre, entre 1883 et 1914, Amsterdam, Rijksmuseum.
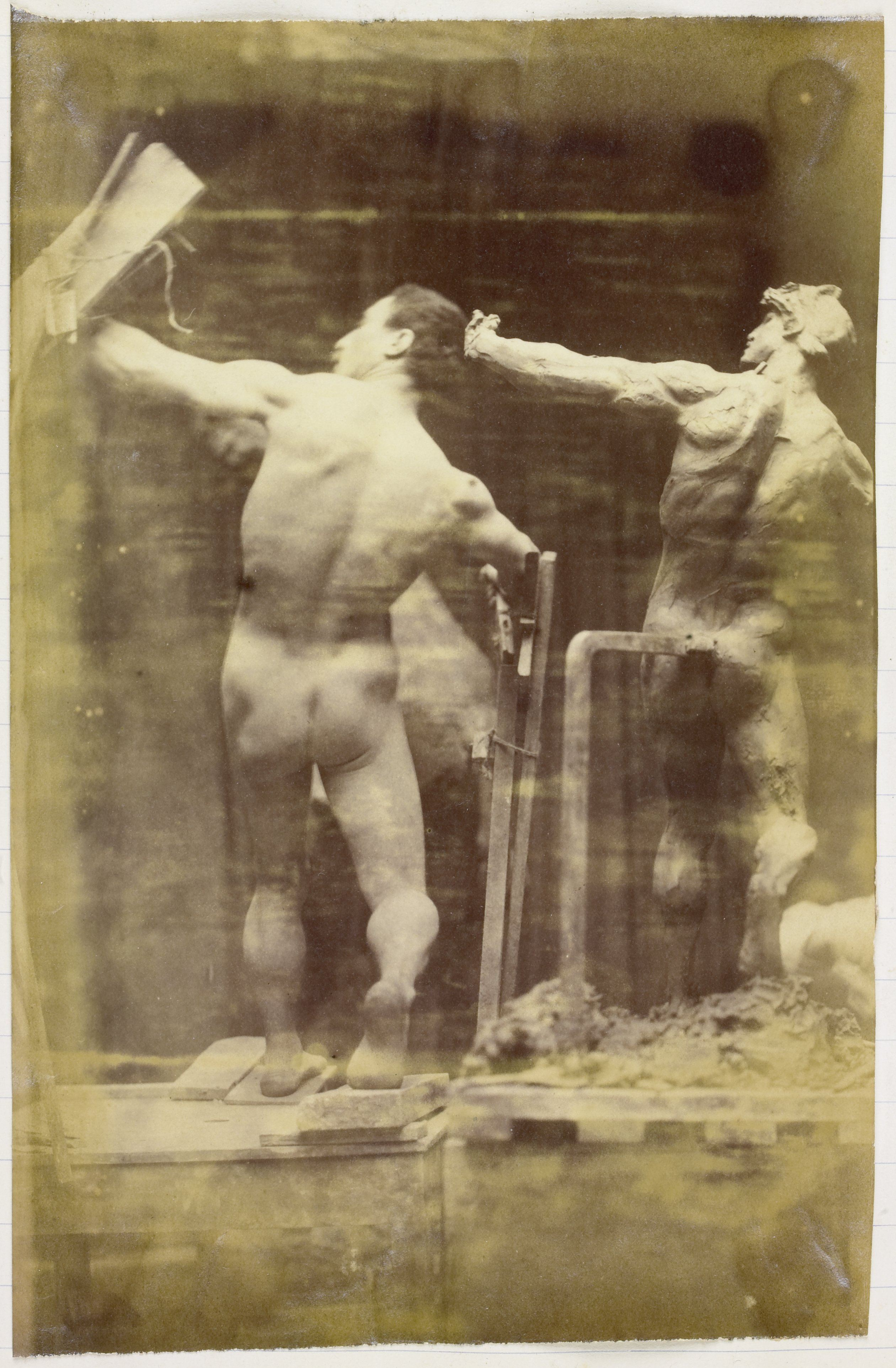
Étude d'un modèle nu masculin, vu de dos et la main dans un portique, à côté d'un modèle en plâtre dans exactement la même pose, entre 1883 et 1914, Amsterdam, Rijksmuseum.
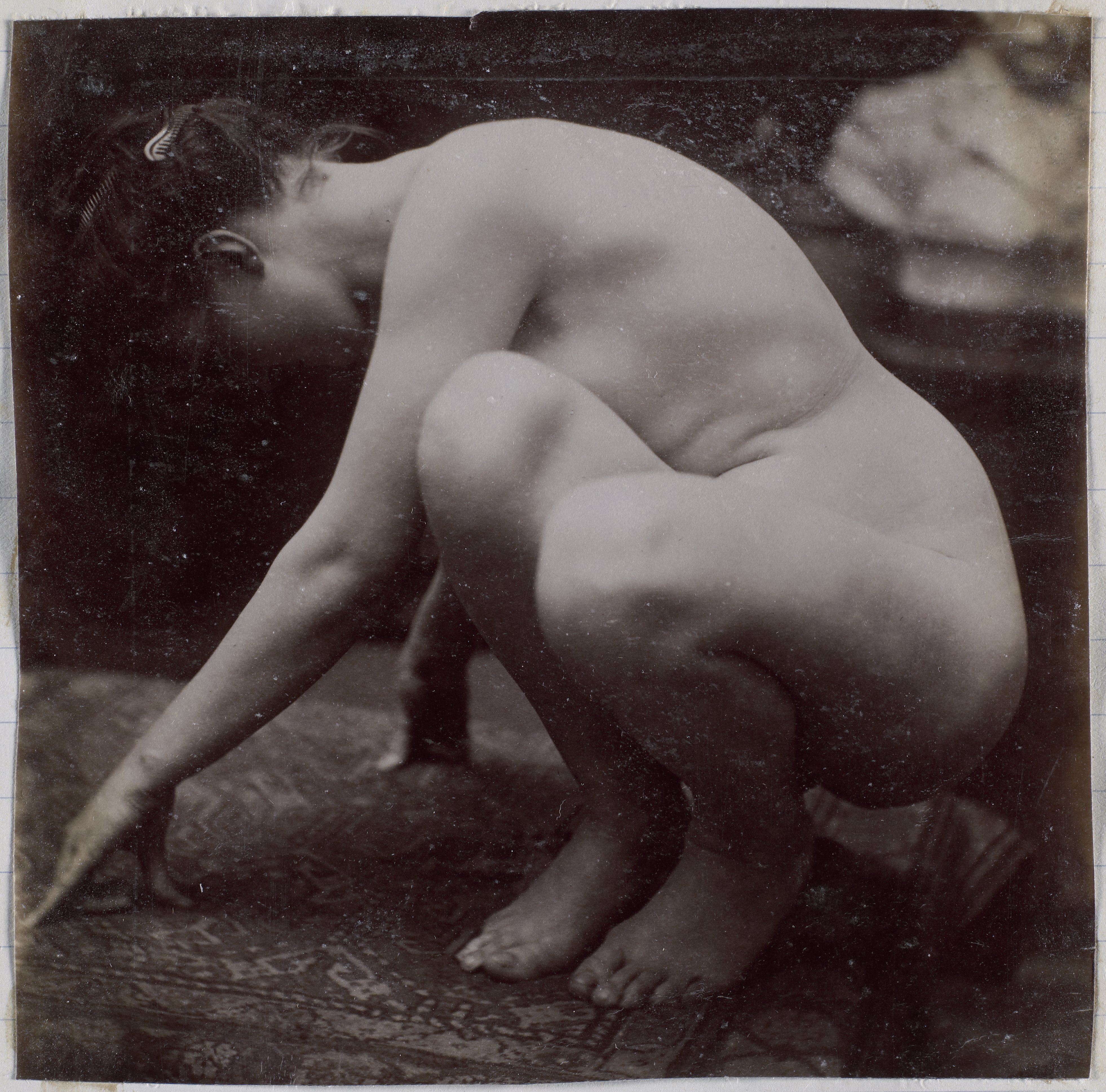
Étude d'un modèle féminin nu, vu de côté, entre 1900 et 1914, Amsterdam, Rijksmuseum.

### Réception critique
Au sujet de la réalisation des fresques picturales ornant l'escalier de l'Hôtel de ville de Bruxelles, La Gazette de Charleroi publie en 1893 :

« Jacques de Lalaing est un doux, un timide et un modeste. Il travaille préoccupé uniquement de son art […]. Il n'appartient à aucune coterie, satisfait seulement d'obtenir quelque commande, lui permettant d'aborder la grande peinture ou la statuaire monumentale. Il est resté l'auteur du régiment qui passe, de ce colonel philosophe dont la tête énigmatique et troublante lui a valu un éclatant succès à un Salon de Paris. »

Selon Paul Lambotte, qui rédige sa nécrologie en 1918 :

« Jacques de Lalaing est bien un solitaire, une figure unique, de formation personnelle, de développement individuel plus cérébral que plastique, plus éloquent que sensible, indifférent à la matière, à la surface, à l'attrait d'une technique qui rend précieux le moindre fragment d'une sculpture. »

## Honneurs

### Distinctions
- Chevalier de l'ordre de Léopold (22 novembre 1884)[35].
- Officier de l'ordre de Léopold
- Commandeur de l'ordre de Léopold[13].
- Chevalier commandeur de l'ordre de Saint-Michel et Saint-Georges (KCMG) (1890)[36].

### Toponymie
À Bruxelles, la rue de l'Activité, où Jacques de Lalaing possédait son atelier au no 29 (aujourd'hui devenu L'Atelier 29, une Food & Art galery), est renommée rue Jacques de Lalaing.